# Демуцкий, Порфирий Данилович
Порфи́рий Дани́лович Дему́цкий (укр. Порфирій Данилович Демуцький; 25 февраля [8 марта] 1860, село Ивановка, Таращанский уезд, Киевская губерния, Российская империя — 5 июня 1927, Киев, Украинская ССР) — украинский фольклорист, хоровой дирижёр, композитор и педагог. Заслуженный артист Украинской ССР (1926).
Отец Даниила Демуцкого.

## Биография
Родился в семье сельского священника 25 февраля (8 марта) 1860 года в селе Янишевка Таращанского уезда Киевской губернии (ныне Ивановка, Ставищенский район, Киевская область, Украина). Известно, что его брат, кандидат математических наук Андрей Данилович Демуцкий, преподавал в Киево-Подольской женской гимназии .
Учился в 1876—1882 годах в Киевской духовной семинарии. В 1889 году окончил медицинский факультет Киевского университета. Уже в годы учёбы участвовал в хоре Николая Лысенко, с которым сохранил тесные творческие связи. По окончании университета, работал врачом в селе Охматове, где создал самодеятельный хор из местных крестьян, с которым выступал во многих городах Украины. Обрабатывал и собирал, в том числе и многоголосые украинские народные песни (около 700).
В 1918 году переехал вместе с семьёй в Киев, где в 1921 году стал членом этнографической комиссии АН Украинской ССР и одновременно профессором Музыкально-драматического института им. Н. В. Лысенко; здесь он вёл курс народного музыкального творчества. В последние годы жизни принимал активное участие в работе капеллы «Думка», а также хоровой студии имени Кирилла Стеценко. Как композитор известен сочинением песен для хорового исполнения, в частности «Дума про Федора Безрідного», «Заповіт» (на стихи Тараса Шевченко) и других. Был активным популяризатором украинской народной песни.
Умер 5 июня 1927 года. Похоронен на Байковом кладбище (участок № 2; надгробие — мрамор; скульптор Ц. Г. Майер).

## Память
- Имя П. Д. Демуцкого присвоено Уманскому музыкальному училищу.
- С 1995 года в Киеве проводится ежегодный Всеукраинский фестиваль-конкурс коллективов народного хорового пения имени Порфирия Демуцкого[2].

## Награды
- 1926 — Заслуженный артист Украинской ССР

## Литературные сочинения
- Народнi українськi пiснi в Київщинi, ч. I-II. — Київ, 1905-1907.
- Перший десяток народних українських пісень з репертуару Охматівського народного хору. — Київ, 1906.
- Второй десяток українських пісень з репертуару Охматівського народного хору. — Київ, 1906.
- Народнi піснi. — Київ, 1928.
- Українськi народнi пiснi-примітиви, вып. I-II. — Київ, ?
- Українськi народнi пiснi. — Київ, 1951.
- Українськi народнi пiснi. Багатоголосся. — Київ, 1954, 1961.
- Ліра і її мотиви : Додатки. Біографічні матеріали / П. Д. Демуцький. — Харків : Видавець Савчук О. О., 2012.

### Энциклопедии
- Музыкальный энциклопедический словарь / Гл. ред. Г. В. Келдыш. — М.: Советская энциклопедия, 1990. — С. 168. — ISBN 5-85270-033-9.
- Пархоменко Л. А., Шевчук Е. Ю. Демуцкий, Порфирий Данилович // Православная энциклопедия. — М., 2007. — Т. XIV : Даниил — Димитрий. — С. 389-390. — 39 000 экз. — ISBN 978-5-89572-024-0.
- В. І. Кізченко. Демуцький Порфирій Данилович (укр.) / Смолій В. А.; Інститут історії України НАН України. — Енциклопедія історії України : в 10 т.. — Киев: Наук. думка, 2004. — Т. 2. — С. 332. — 518 с. — ISBN 966-00-0405-2. Архивировано 9 июня 2016 года.
- Шульгіна В. Д., Вакульчук О. А. Демуцький Порфирій Данилович (укр.) / І. М. Дзюба. — Енциклопедія сучасної України : в 30 т. — Киев: НАН України, НТШ, Координаційне бюро енциклопедії сучасної України НАН України, 2003–2019. — ISBN 944-02-3354-X. Архивировано 10 июня 2016 года.

### Мемуары
- Ліра і її мотиви : Додатки. Біографічні матеріали / П. Д. Демуцький ; упоряд., покажч. О. О. Савчук ; передмови О. В. Богданової та Ю. Є. Медведика ; інципітарій текстів Ю. Є. Медведика ; примітки О. М. Геращенко, Ю. Є. Медведика ; уклад. бібліогр. П. О. Андрійчук. — Харків : Видавець Савчук О. О., 2012. — 310 с. ; 39 іл.

### Другая литература
- Козицький П. 50 років музично-етнографічноï працi // Музика. — Киев. — 1924. — № 7-9.
- Квітка К. В. П. Демуцький // Етногр. вісник. — Киев, 1928. Кн. 6. С. XXXV-LХV.
- Ященко Л. И. П. Д. Демуцький. — Киев, 1957.
- Ященко Л. И. Украïнське народне багатоголосся. — Киев, 1962.
- Зеленко Г. З iсторiï Охматівського хору П. Демуцького // Нар. творчість i етнографія. — Киев, 1973. — № 4.  (укр.)
- Вакульчук О. А. Музично-фольклористична спадщина П. Демуцького // Рукописна та книжкова спадщина Украïни. — Киев, 2000. — Вип. 6. — С. 28—35.
- Богданова О. В. Збірник П. Демуцького «Ліра та ïï мотиви» у контекстi лірницькоï традицiï // Украïнське музикознавство. — Киев, 2001. — Вип. 30. — С. 116—129.
- Васильчук М. Порфир Демуцький: путівник-нарис (укр.). — Черкасы: Редакційно-видавничий відділ облполіграфвидаву, 1990.
- Васильчук М. Порфир Демуцький (1860 - 1927): біографічний нарис з анотованим бібліографічним покажчиком (укр.). — Черкасы: Редакційно-видавничий відділ облпреси, 1991.
- Васильчук М. За голосим навздогін: [авто]біографічна повість з Демуцьким у центрі (укр.). — Коломыя: Вік, 2015.
- Кузнець, Т.В. Духовна еліта нації: Порфирій Демуцький (укр.) // Література та культура Полісся. — Історичні науки, 2016. — Вип. 81. — С. 76-87.
- Марущак М. Б. Порфирій Демуцький та хорова капела "Думка": невідомі сторінки творчої співпраці (укр.) // Науковий вісник Національної музичної академії України імені П. І. Чайковського. — 2015. — Вип. 113. — С. 257-269.
- Пиж’янова Н. Збірка "Народні українські пісні в Київщині" Порфирія Демуцького як репрезентант етнорегіонального фольклорного стилю Черкаського регіону (укр.) // Музичне мистецтво і культура. Науковий вісник ОДМА імені А. В. Нежданової. — 2013. — Вип. 18. — С. 99-109.
- Пиж’янова Н. Порфирій Демуцький — основоположник професіоналізації в галузі аматорського хорового руху в Україні (укр.) // Музичне мистецтво і культура. Науковий вісник ОДМА імені А. В. Нежданової. — 2013. — Вип. 17. — С. 177—185.